# Risque industriel à Saint-Pierre-et-Miquelon
Le risque industriel est un des risques majeurs susceptibles d'affecter la collectivité d'outre mer de Saint-Pierre-et-Miquelon (France). Il se caractérise par la possibilité qu'un accident industriel se produise au sein d’une installation classée pour la protection de l'environnement et occasionne des dommages plus ou moins importants aux personnes, aux biens ou à l'environnement sur l'archipel.
Aucun établissement de statut Seveso n'est présent sur l'archipel.
L'information de la population est faite via différents vecteurs. Le Dossier des risques majeurs (DRM) recense à l’échelle de l'archipel l’ensemble des risques majeurs par commune, dont le risque industriel. Le dossier d'information communal sur les risques majeurs (DICRIM) précise au niveau communal ces risques. Il est complété par le plan communal de sauvegarde qui définit l'organisation pour y faire face.

## Connaissance du risque industriel

### Nombre d'établissements à risques
La directive Seveso distingue deux types d’établissements, selon la quantité totale de matières dangereuses sur site : les établissements « Seveso seuil haut » et les établissements « Seveso seuil bas ». Les mesures de sécurité et les procédures prévues par la directive varient selon le type d’établissements (« seuil haut » ou « seuil bas »), afin de considérer une certaine proportionnalité.
Les autorités dénombrent trois Installations classées pour la protection de l'environnement (ICPE) sous le régime de l'autorisation. Parmi celles-ci, aucune ne relève du régime Seveso,. Les risques encourus sont les suivants :
| Risques (ou phénomènes)   | Type d’établissement                                                                   | Nom des établissements |
| ------------------------- | -------------------------------------------------------------------------------------- | --- |
| Feux de nappe             | Dépôts de liquides inflammables                                                        | Société Louis Hardy S.A.S - 1 à Saint - Pierre, 2 à Miquelon, centrales thermiques EDF, centrale à enrobés du G.I.E.,       |
| Feux torche               | Dépôts de gaz liquéfiés                                                                | Sociétés Louis Hardy S.A.S et Haran Frères                                                                                  |
| Feux de solides           | Dépôts de bois, déchets imbibés d'hydrocarbures, matériaux bitumineux                  | Centrales thermiques EDF et centrale à enrobés du G.I.E.                                                                    |
| Explosions                | Dépôts de liquides inflammables, dépôts de gaz liquéfiés, dépôts de produits explosifs | Dépôt d'explosifs de la Collectivité Territoriale, Centrale à enrobés du G.I.E., Sociétés Louis Hardy S.A.S et Haran Frères |
| Boil-over                 | Dépôts de liquides inflammables                                                        | Société Louis Hardy S.A.S - 1 à Saint-Pierre, 2 à Miquelon, centrales thermiques EDF, centrale à enrobés du G.I.E.          |
| B.L.E.V.E                 | Dépôts de gaz liquéfiés sous pression                                                  | Sociétés Louis Hardy S.A.S et Haran Frères                                                                                  |
| Pollution des écosystèmes | Décharges                                                                              | Stockage des déchets à Saint-Pierre et à Miquelon                                                                           |

### Nombre d'établissements émettant des polluants
L’approche intégrée de la réduction de la pollution des installations classées consiste à réduire si ce n’est éviter les émissions dans l’air, l’eau, le sol, en prenant en compte également la gestion des déchets afin d’atteindre un haut niveau de protection de l’environnement dans son ensemble. Ce principe est valable en France pour toutes les installations classées. Il existe dans l'archipel de Saint-Pierre-et-Miquelon un établissement rejetant des polluants relevant de la directive européenne n° 2010/75/UE du 24 novembre 2010 relative aux émissions industrielles (prévention et réduction intégrées de la pollution), dite directive IED : la centrale thermique EDF de Saint-Pierre.

## Gestion du risque industriel

### Information préventive des populations
Le droit à l'information générale sur les risques majeurs s'applique. Chaque citoyen doit prendre conscience de sa propre vulnérabilité face aux risques et pouvoir l'évaluer pour la minimiser. Pour cela il faut se tenir informé sur la nature des risques qui menacent, ainsi que sur les consignes de comportement à adopter en cas d'événement (mairie, services de l'État).
Le maire élabore le Dossier d'information communal sur les risques majeurs (DICRIM). Celui-ci synthétise les informations transmises par le préfet, complétées des mesures de prévention et de protection dont le maire a connaissance. Le maire définit les modalités d’affichage du risque industriel et des consignes individuelles de sécurité.

### Organisation de crise

#### Acteurs
En cas de crise grave, les acteurs compétents pour la mise en œuvre des secours sont  :
- L’industriel, qui dispose, pour tout incident ou accident circonscrit à l’établissement, de son Plan d’opération interne (POI) pour organiser le premier niveau de réponse face à l’évènement[12]
- Le préfet, qui élabore le Plan particulier d'intervention (PPI) pour faire face à un sinistre dont les conséquences dépassent les limites de l’établissement[13]. Le préfet est alors directeur des opérations de secours. La finalité de ce plan de secours est de protéger la population voisine des effets du sinistre. Ce plan, annexé au dispositif ORSEC départemental, définit le rôle de chacun des acteurs du risque majeur en cas d’accident grave. Le PPI est obligatoire pour tous les établissements classés Seveso « seuil haut »[12], ce qui n'est le cas d'aucun établissement sur l'archipel ;
- Le maire qui, au niveau communal, est détenteur des pouvoirs de police et a la charge d’assurer la sécurité de la population. À cette fin, il prend les dispositions lui permettant de gérer la crise. En complément du secours aux personnes, le Plan communal de sauvegarde (PCS), quand il existe, permet au maire d’assurer le soutien et la sauvegarde de la population[12].

#### Alerte des populations
En cas de phénomène naturel ou technologique majeur, la population est avertie par un signal d’alerte. L'archipel ne dispose néanmoins pas des systèmes d'alertes habituels de métropole (sirène  ou système GALA de Gestion d’alerte locale automatisée). Ainsi l’alerte est diffusée par tous les moyens prévus  : 
- médias (radio/télévision) à la demande des autorités ;
- systèmes de haut-parleurs, disposés sur des véhicules (équipements des collectivités territoriales, de l’État, des associations…) ;
- équipements des réseaux internes délivrant des informations au public à l’aéroport, à la demande des autorités.

#### Consignes à appliquer en cas de crise
Les consignes données par la préfecture en cas de déclenchement des sirènes d'alerte à la suite d'un accident industriel sont les suivantes :
- Enfermez-vous : Entrez dans la maison ou le local le plus proche  (si le nuage toxique vient vers vous, fuyez selon un axe perpendiculaire au vent). Un bâtiment constitue un écran efficace (sous réserve de se protéger des éclats de verre) entre vous-même et d'éventuels gaz toxiques. Il vous protège également contre les très fortes températures émises par une explosion ou un incendie. La rue constitue, par contre, le lieu le plus exposé aux dangers. Par ailleurs, des rues dégagées facilitent l'intervention des secours. Ne tentez donc pas de rejoindre vos proches. N'allez pas chercher vos enfants à l'école, ils y sont pris en charge.
- Fermez portes et fenêtres : Obstruez soigneusement toutes les ouvertures. Arrêtez les ventilations. Un local bien clos ralentit considérablement la pénétration des toxiques. En cas de picotements ou d'odeurs fortes, respirez à travers un mouchoir mouillé. Évitez toute flamme ou étincelle. Ne fumez pas. Se laver en cas d’irritation et si possible se changer. Ne pas manger et ne pas boire de produits non conditionnés.
- Écoutez la radio : En cas d'alerte, son antenne est mise à disposition de la préfecture afin de permettre la diffusion de messages à la population. Vous serez ainsi informé de la nature du danger et de l'évolution de la situation. Cette radio vous indiquera les consignes complémentaires à suivre pour mieux vous protéger. Ne téléphonez pas. Les lignes téléphoniques doivent rester à la disposition des secours. Tous les renseignements utiles vous seront fournis par la radio.

Respectez ces consignes jusqu'à la fin de l'alerte confirmée par la radio. Aérez alors le local de confinement.